# Troglobacanius reddelli
Troglobacanius reddelli är en skalbaggsart som beskrevs av Vomero 1974. Troglobacanius reddelli ingår i släktet Troglobacanius och familjen stumpbaggar. Inga underarter finns listade i Catalogue of Life.